# Debbie Wasserman Schultz
Debbie Wasserman Schultz (New York, 27 settembre 1966) è una politica statunitense, membro della Camera dei rappresentanti per lo stato della Florida dal 2005 e presidente del Comitato nazionale del Partito Democratico dal 2011 al 2016.

## Biografia
La Wasserman Schultz fa parte della New Democrat Coalition e nel 2008 è stata classificata come ventiquattresima persona più potente della Camera (ventiduesima fra i Democratici e prima fra i rappresentanti della Florida). È a favore dell'aborto, delle unioni gay e del controllo delle armi; la Wasserman Schultz si è opposta fermamente all'intervento del Congresso nel caso Terri Schiavo, dichiarando che un organo politico non può decidere riguardo ad una questione così delicata.
Nel 2009 quando il suo collega Tom Rooney ha proposto di considerare la violenza sui veterani di guerra un crimine d'odio, la Wasserman Schultz ha dichiarato che sarebbe inopportuno giudicare i reduci vittime di crimini d'odio, e che bisognerebbe invece dare più spazio alle vere vittime di queste violenze, come gli ebrei, gli omosessuali e gli afroamericani. La Wasserman Schultz è inoltre sopravvissuta ad un cancro al seno.

## Controversie
In occasione delle elezioni primarie dem del 2016, malgrado l'obbligo della neutralità imposto al suo ruolo durante le primarie, la Wasserman Schultz si è spesa personalmente per favorire la campagna di Hillary Clinton ai danni del candidato Bernie Sanders, retroscena pubblicamente svelato da WikiLeaks che l'ha portata a dimettersi dalla presidenza del partito.